# ポケモンずかんドリル
ポケモンずかんドリルは、小学館から発売されている学習参考書のシリーズ。

## 概要
2023年2月22日にシリーズの最初のドリルが発売される。小学校1年生から3年生向けの漢字と算数の計7冊が発売される。このドリルの最大の特徴は、ポケットモンスターと楽しく学習ができるようになっているということ。120枚のシールがついており、シールを貼って行きポケモンを集めていくという風になっている。この他にも子供のやる気を引き出す工夫がされている。

## 反響
『ポケモンずかんドリル』は発売から大きな反響を呼び、発売から1週間で3刷が決定した。3月6日の時点でシリーズ累計100万部を突破した。学習内容が現行の学習指導要領に対応していることも反響の要因となった。
2023年6月28日には、『ポケモンずかんドリル』シリーズの新刊が発売された。これは小学校1年生から3年生までの「数・図形・単位」を対象にしたものであり、1ページできることにポケモンのシールを1枚ゲットして、全ページをクリアすればシールボードが完成するという内容になっている。